# 秘密の森 (Keishi Tanakaの曲)
「秘密の森」（ひみつのもり）は、2013年12月4日に発売されたKeishi TanakaのCD付き絵本（のちに7インチシングルとして発売）である。

## 概要
- シングルとしてはソロ名義初、ソングブックとしては2012年発売の「夜の終わり」に続く2作目となる[1]。
- 絵本の作者は田中本人、絵はゆずや清水翔太のミュージックビデオ制作を手がけた経歴のある相沢克人が担当している[2]。
- レコーディングには元SAKEROCKのドラマー、伊藤大地が参加している[1]。
- 2014年のレコード・ストア・デイには7インチシングルとしてジャケットを新たに再発売された[3]。こちらには未発表音源として1stアルバム『Fill』の収録曲「Hello」のライブ音源が収録されている[4]。

## 収録曲
全作詞・作曲: Keishi Tanaka

### CD・音楽配信
1. 秘密の森のプロローグ (2:33)
2. 秘密の森 (3:46)

### 7インチシングル
1. 秘密の森
2. Hello (2014.01.11 富士見丘教会 Live Ver.)

## リリース一覧
| 発売日        | 形態            | 品番   | レーベル     | 脚注  |
| ------------- | --------------- | ------ | ------------ | ----- |
| 2013年12月4日 | CD＋絵本        | NIW-95 | Niw! Records | [ 5 ] |
| 2013年12月4日 | 音楽配信        |        | Niw! Records | [ 6 ] |
| 2014年4月19日 | 7インチシングル | NEP-43 | Niw! Records | [ 7 ] |